# Embleton (Kumbria)
Embleton – wieś i civil parish w Anglii, w Kumbrii, w dystrykcie (unitary authority) Cumberland. Leży 35 km na południowy zachód od miasta Carlisle i 409 km na północny zachód od Londynu. W 2011 roku civil parish liczyła 294 mieszkańców.